# Blaesoxipha rufipes
Blaesoxipha rufipes är en tvåvingeart som beskrevs av Macquart 1995. Blaesoxipha rufipes ingår i släktet Blaesoxipha och familjen köttflugor. Inga underarter finns listade i Catalogue of Life.